# Chronologie des faits économiques et sociaux dans les années 1760
Chronologie de l'économie
Années 1750 - Années 1760 - Années 1770

## Événements
- 1761-1780 : la production annuelle moyenne d’or du Brésil est de 10 350 kg, à son apogée[1]. Les gisements miniers commencent à s’épuiser et vont être progressivement abandonnés. Dans le Minas Gerais, la proportion de Noirs est de 70 %.
- 1761 : le café est introduit à Rio. Il se développe autour de la baie de Rio et gagne la vallée du Paraíba[2].
- 1762-1778 : le commerce négrier de la côte de Loango (Congo et Gabon actuel) fournit 12 500 esclaves par an (13 000 à 14 000 vers 1780-1790)[3]. Outre les esclaves, le Gabon exporte de l’ivoire, du bois (ébène, bois de teinture), de la cire et de la gomme copale. Les débouchés maritimes sont le domaine réservé d’un groupe ethnique qui domine le commerce (les Mpongwè dans l’estuaire du Gabon, les Orungu au Cap Lopez, les Nkomi à Fernan Vaz)[4].
- 1763-1789 : prospérité des Antilles françaises (sucre) après le traité de Paris ; le commerce colonial français décuple en valeur environ entre 1716-1720 et 1784-1788[5]. En 1767, la Barbade produit 6 000 tonnes de sucre, la Jamaïque 36 000, pour 67 000 tonnes au total dans les Antilles britanniques. Saint-Domingue produit 63 000 tonnes de sucre par an, pour 77 000 tonnes au total dans les Antilles françaises[6].
- 1763 :
  - famine au Japon[7].
  - les Treize colonies, qui ont soutenu la Grande-Bretagne pendant les guerres de succession d’Autriche et de Sept ans, se sont endettées de près de deux millions de livres[8].
- 1767 : levée de 20 000 spahis dans l'Empire ottoman (130 000 au XVIe siècle). Retard techniques avec l’utilisation de galères et de canons périmés[9].

### Europe
- 1756-1771 : réformes fiscales et économiques menées par le ministre Guillaume Du Tillot (aux finances en 1756-1759, puis premier ministre en 1759-1771) à Parme[10]. Il remplace les différents contrats d’affermage par une Ferme générale aux mains de financiers français (8 septembre 1756)[11]. Il propose un cadastre (1765) mais accepte pratiquement tous les titres d’exemption nobiliaire et ne s’attaque pas aux exemptions communales et locales[12].
- 1760 :
  - apparition du clearing house en Écosse, fondé par plusieurs banques pour établir la compensation des comptes à l’échelle nationale (1773 en Angleterre)[13].
  - la marine de guerre espagnole aligne 50 vaisseaux de ligne, 21 frégates et 26 000 marins[14].
  - L'usage du tissage à navette volante inventé par John Kay en 1733 se généralise en Grande-Bretagne après 1760[15]. À la suite de cette invention se produit une raréfaction des fils car on continue à filer au rouet. Les tisserands sont souvent en chômage faute de matière première ; le spinning jenny en 1765, le water frame en 1768 et le mule-jenny en 1779 améliorent la filature, et c'est le tissage qui prend du retard[16].
- 1761 : une ordonnance royale du 10 juin 1761[17] prévoit la construction en Espagne  de caminos reales (« chemins royaux ») pour relier Madrid à la Catalogne, Valence, l'Andalousie et la Galice[18].
- 1761-1772 : le duc de Bridgewater inaugure en 1761 un canal creusé pour relier ses mines de charbon de Worsley à la ville de Manchester[19]. En une dizaine d’années (1761-1772), les principales rivières anglaises sont reliées entre elles[20].
- 1761-1779 : une épizootie de peste bovine partie en 1758 de « Grande Tartarie » avance vers l’ouest par la Russie (1760-1761) et la mer Baltique vers la Livonie, la Courlande, la Prusse, la Pologne et l’Autriche (1761), le Mecklembourg, le Holstein et le Danemark, la Hesse et la Westphalie (1762) la Bavière (1763) puis le Hanovre en 1770. À partir de 1765 le virus passe en Hongrie par le sud, de la Turquie vers la Basse-Autriche (1768) en  Dalmatie et en Istrie en (1774). Des Provinces-Unies atteintes de 1768 à 1781, la maladie passe aux Pays-Bas autrichiens (1769), en Grande-Bretagne (1770) et en France (1770-1779) où elle dévaste le Sud-Ouest à partir de Bayonne (1774-1775)[21].
- 1762 : maximum des droits de douane au Danemark[22].
- 1762-1765 : construction à Spa dans la principauté de Liège d'une maison destinée à organiser des réunions publiques, des bals et des jeux, La Redoute, considérée comme un des premiers casinos[23].
- 1762-1773 : Marie-Thérèse favorise l'immigration en Hongrie. De nombreuses familles lorraines et alsaciennes s'installent dans le Banat[24]. 50 000 émigrants venus d’Allemagne du Sud s’installent en Hongrie de 1760 à 1770.
- 1763 :
  - crise financière aux Pays-Bas[25].
  - reconstitution de l’état-major en Russie : remise sur pied des régiments, fabriques de munitions, arsenaux, casernes, routes militaires. Création d'une commission des finances chargée de l’unification des monnaies et de la constitution d’une couverture or pour le papier-monnaie en Russie[26].
- 1764 : sécularisation des biens du clergé en Russie en faveur de la noblesse ; 900 000 serfs d’église deviennent paysans d’État et obtiennent de meilleures conditions de vie[26].
- 1765 :
  - liberté du commerce et des prix des grains en Espagne à l'instigation du ministre Campomanes[27] ; suppression du monopole de Cadix[28].
  - création d'une manufacture de cotonnades de Neukettenhof à Vienne[29].
  - arpentage de toutes les terres en Russie[30].
- 1765-1775 : réformes en Lombardie ; l’économiste Pietro Verri est nommé au Conseil suprême d’Économie créé en novembre 1765 et présidé par Gian Rinaldo Carli ; Verri se passionne pour la rénovation de l’État milanais. Le prince de Kaunitz, intéressé par son analyse, lui confie un poste dans le groupe chargé d’analyser les conditions de la Ferme (janvier 1764)[31]. Protectionniste dans les relations commerciales avec l’étranger, Pietro Verri préconise la liberté des échanges à l’intérieur, et s’attaque au régime féodal qui pèse sur l’agriculture, aux corporations qui entravent l’industrie, aux droits de douane qui font obstacle au commerce. Il est partisan de l’uniformisation des taxes, de l’unification de l’État (abolition des privilèges), de l’instauration d’un impôt juste et équitable, de l’abolition du système de la Ferme et de son remplacement par une administration des finances. Il veut briser les despotismes au sein de l’État, réduire l’Église à l’obéissance et appelle à un pouvoir fort mais non arbitraire, en accord avec la volonté populaire.
- 1767 : Urbarium. Une patente de Marie-Thérèse régule les corvées et les redevances dues aux seigneurs en Hongrie, et consolide les droits d'usage dans les forêts et les biens communaux[32].
- 1767-1769 : introduction de la pomme de terre en Autriche et en Hongrie[33].
- 1768 et 1769 : mauvaises récoltes en Bohême : envolée des prix, crise de subsistance[34].

Le mouvement des enclosures prend une grande ampleur en Grande-Bretagne. Entre 1750 et 1815, le Parlement vote plus de 5000 lois autorisant les enclosures.
Reprise économique en Allemagne dans les années 1760. Il n’y a cependant pas de véritable bourgeoisie dans la mesure où le régime des jurandes, partout établi, permet une production suffisante, éventuellement augmentée par les manufactures d’État. Une certaine bourgeoisie à talents (professeurs d’université), élabore une très haute culture qui contraste avec le retard politique, économique et social du pays par rapport à ses voisins occidentaux.

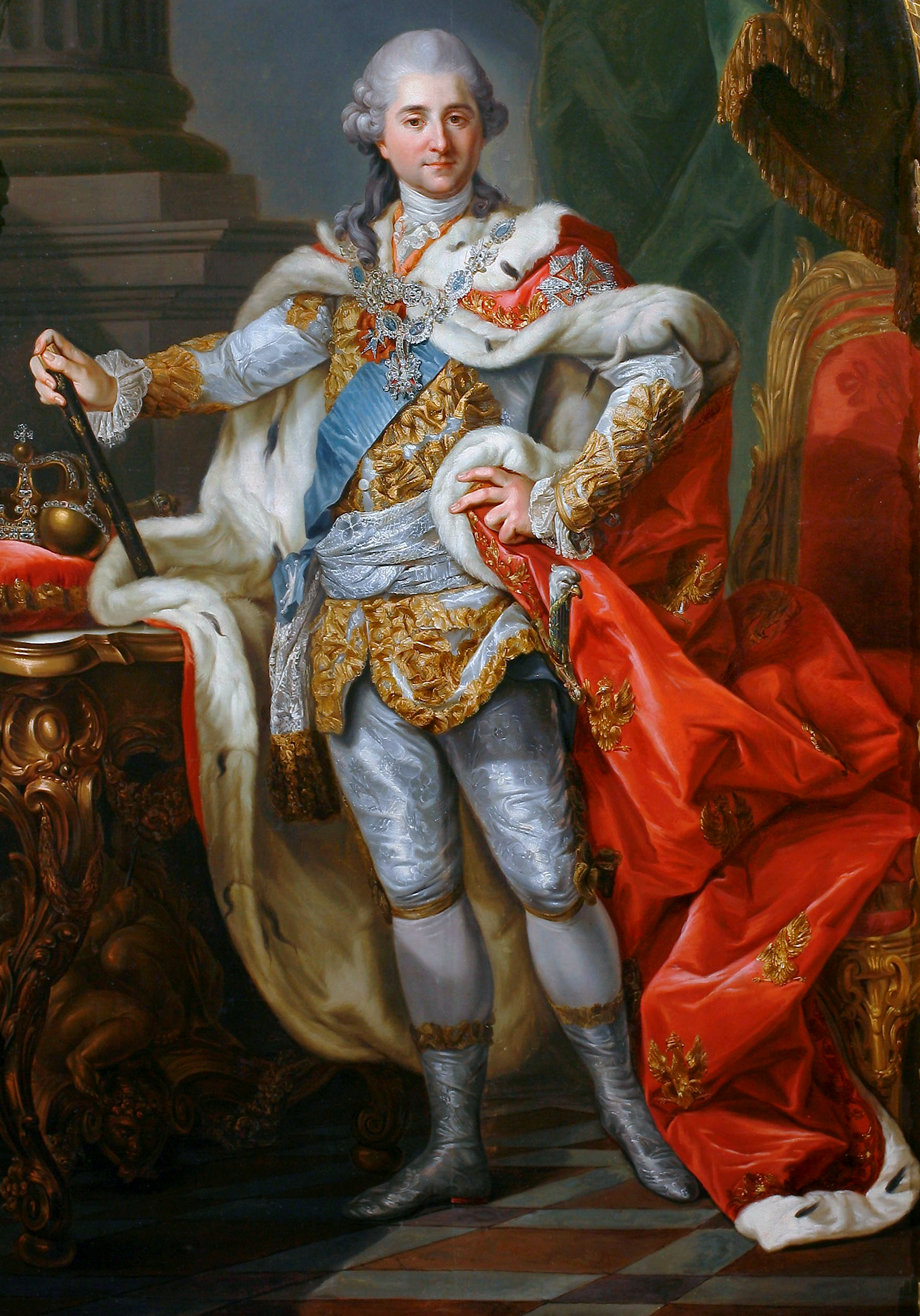
Stanislas Auguste Poniatowski, roi de Pologne

Sous le règne de Stanislas II, dernier roi de Pologne et grand-duc de Lituanie (1764-1795), la situation de l’industrie polonaise est redressée grâce aux capitaux du roi et des magnats. Le monarque crée une fonderie de canons à Varsovie, une faïencerie au Belvédère, près de la capitale, une fabrique d’armes à Kozienice, une marbrerie à Debnik ; il entreprend de créer des ateliers sur les domaines royaux pour les objets de luxe : porcelaines, lamés d’or et d’argent, ébénisterie. La forme nouvelle de cette production est sa concentration dans des fabriques qui sont des réunions d’ateliers ; les entrepreneurs fournissent la matière première et sont propriétaires des objets fabriqués par les maîtres et les compagnons, organisation de type capitaliste. Pour financer ces établissements, on crée des sociétés par action : la première est en 1766 la Compagnie manufacturière de laine, au capital social de 777 000 florins, en cent actions, dirigée par un conseil d’administration de douze membres dont le président est nommé par le roi. Des ouvriers étrangers sont sollicités : allemands pour la métallurgie, français pour les soieries, italiens pour les marbreries et les ateliers de peinture. Les ouvriers polonais sont des manœuvres non spécialisés recrutés parmi les serfs par un système de corvée. Ces créations durent peu et font en général faillite. Les industries traditionnelles sont les mines de sel de Wieliczka et de Bochnia, près de Cracovie, qui produisent 600 000 quintaux par an. Elles ont à leur tête un intendant nommé par le roi et les ouvriers sont payés à la semaine. Les mines de plomb argentifère d’Olkusz, à l’est de Cracovie, connaissent un déclin avant d’être relevées par Stanislas Auguste. Le fer continue à être exploité près de Częstochowa et de Radom. Dans l’ensemble, l’industrie reste peu importante par rapport à l’Allemagne. Vers 1760, l’armée polonaise ne comprend plus que 10 000 hommes, recrutés parmi la noblesse qui accapare la cavalerie et parmi des mercenaires allemands à pied et à cheval. L’artillerie (une centaine d’hommes et de vieux mortiers suédois) est nulle. Les forteresses sont inexistantes (sauf Kamenietz).

#### France
- 1759-1771 : la livre tournois tombe à la valeur de 4,05 grammes d’argent fin[40].
- 1760-1763 : prix modérés des grains[41].
- 1760-1780 : 6 à 7000 abandons d'enfant par an à Paris[42]. Baisse de la natalité dans les villes à cause de la contraception. L’évolution des mœurs entraîne une hausse considérable de la prostitution et de l’illégitimité des naissances, accompagné d’une augmentation du nombre des abandons d’enfants.
- 1761, 1764 et 1766 : édits autorisant et facilitant les défrichements en France.
- 1763 :
  - le Mercure de France compte 1 500 abonnés, dont un tiers à Paris[43].
  - 1 800 tonnes d’équivalent argent de dépenses engagées par l’État français[44].
  - déclaration concernant la libre circulation des grains dans le royaume[45].
- 1763-1768 : L'Averdy, contrôleur général des finances, trouve une situation financière préoccupante après la guerre de Sept Ans : une dette énorme, des revenus insuffisants pour couvrir les dépenses et un déficit budgétaire considérable. Il refuse de procéder à une banqueroute et s’attache à apurer les dettes de l’État en les convertissant en titres de rente fiscalisés et en faisant baisser les taux d’intérêt par le rétablissement de la caisse d’amortissement[46].
- 1764 : édit du contrôleur général L’Averdy supprimant toute entrave au commerce des grains à l’exception de la capitale et de son arrière-pays[45].
- 1765-1777 : années froides et pluvieuses[47]. Série de récoltes médiocres de blé de 1766 à 1776 dues à des étés brumeux et humides.

Le prix constaté du blé évolue en hausse au cours de la décennie en France, et c'est aussi le cas si l'on prend en compte l'évolution parallèle du salaire horaire, selon l'économiste Jean Fourastié, qui a démontré l'importance de l'Histoire de la culture des céréales sur celle de l'économie, également pour cette décennie de tensions et d'imprévu sur l'approvisionnement en céréales:
| Années                                     | 1760 | 1761 | 1762 | 1763 | 1764 | 1765 | 1766 | 1767 | 1768 | 1769 |
| Prix observé du quintal de blé (en livres) | 15,6 | 13,3 | 13,2 | 12,6 | 13,3 | 14,8 | 17,6 | 19   | 20,6 | 20,4 |
| Prix réel (ajusté du salaire horaire)      | 196  | 166  | 155  | 149  | 156  | 175  | 208  | 224  | 242  | 240  |

## Démographie
- 1760 :
  - La Grande-Bretagne compte 7,8 millions d’habitants. En Angleterre, 15 villes comptent plus de 10 000 habitants.
  - 889 000 colons anglo-saxons en Amérique du Nord. 274 000 en Nouvelle-Angleterre (31 %), 215 000 au Centre (24 %) et 400 000 au Sud (45 %)[49].
  - 100 000 habitants à Saint-Domingue (40 000 en 1720)[50].
- 1763 :
  - le Canada compte de 60 000 à 80 000 habitants d’origine française[51].
  - les colonies britanniques en Amérique comptent 1,6 million d’habitants, dont 324 000 esclaves noirs[52]. La colonie de New York compte 25 000 habitants. Boston 20 000 et Charleston 10 000.
  - 170 000 esclaves en Virginie, soit près de la moitié de la population.
- 1766 : la Chine compte 182 076 000 habitants[53].
- 1768 : recensement en Espagne, qui compte 9,3 millions d’habitants[54]. La densité reste faible : 20 à 22 habitants au km².